# Wanker
Wanker er en kortfilm instrueret af Niels Holstein Kaa efter eget manuskript.

## Handling
Martin, 16, er startet på sportsefterskole og bor på værelse med barndomsvennen Søren. Martin har et brændende ønske om at blive populær på skolen, men det står hurtigt klart, at det er svært med Søren ved hans side. Martin må nu beslutte, hvor langt han er villig til at gå for at blive en succes.